# بوگدان خملنیتسکی
بوگدان خملنیتسکی (اوکراینی: Богдан Зиновій Михайлович Хмельницький؛ زاده ۲۷ دسامبر ۱۵۹۵ - درگذشته ۶ اوت ۱۶۵۷) یک سیاست‌مدار اهل اوکراین بود.